# Guy Tirolien
Guy Tirolien (* 13. Februar 1917 in Pointe-à-Pitre, Guadeloupe; † 3. August 1988 in Marie-Galante, Guadeloupe) war ein französischer Dichter und Erzähler der Négritude.

## Leben
Guy Tirolien wuchs in den Antillen auf, besuchte in Paris das Lycée Louis-le-Grand, durchlief die École nationale de la France d’Outre-Mer und wurde Kolonialbeamter in Westafrika, schließlich Vertreter der Vereinten Nationen in Mali, Kamerun und Gabun. In deutscher Kriegsgefangenschaft lernte er Léopold Sédar Senghor kennen und schloss sich der Strömung der Négritude an. Sein literarisches Werk ist schmal. Berühmt wurde sein Gedicht "Gebet eines Negerjungen" (Prière d‘un petit enfant nègre) von 1948, das seit 1954 auch in der deutschen Übersetzung von Janheinz Jahn vorliegt. Es handelt von einem schwarzen Kind, das nicht mehr in die Schule der Weißen gehen möchte.
Guy Tirolien war der Großvater der Musikerin Malika Tirolien.

## Werke
- Balles d'or. Poèmes. Présence africaine, Paris 1960, 1982, 1995.
  - (erweiterte Ausgabe) Balles d'or et autres poèmes. Présence africaine, Paris 2017. (Vorwort von Daniel Maximin)
  - (englische Übersetzung) Golden bullets. Poems. Éd. du Manguier, Montreuil 2014. (übersetzt von Micheline Rice-Maximin, Richard Sale und Arthur Gionet, zweisprachige Ausgabe)
  - (deutsch, Teilübersetzung) Janheinz Jahn (Hrsg. und Übersetzer) Schwarzer Orpheus. Moderne Dichtung afrikanischer Völker beider Hemisphären. Bd. 2. Hanser, München 1954, S. 90. (Gebet eines Negerjungen)
- Feuilles vivantes au matin. Nouvelles. Présence africaine, Paris 1977.